# Östergötlands runinskrifter 15
Runinskrift Ög 15 är en runsten som påträffades 1881 på Svensksunds ägor i Norrköpings kommun. Den rapporterades försvunnen 1938. Stenens höjd är 77 centimeter och dess bredd 67 centimeter.

## Inskriften
Translitterering av runraden:
[...r risþi ... ... ... ...ut buta sin n...]
Normalisering till runsvenska:
... ræisþi ... ... ... ..., bonda sinn n[ytan](?).
Översättning till nusvenska:
Ingegärd (?) reste denna sten efter Anund, sin hurtige make.